# Csillag Születik (első évad)
A Csillag Születik! első évada 2007. november 3-án indult az RTL-en. A tehetségkutató felhívásra több mint négyezren jelentkeztek, közülük a válogatásokon kétezer produkciót néztek meg a műsor készítői. A stáb az ország hat nagyvárosában és a határon túl öt helyszínen kereste a tehetségeket. A zsűri négy tagból állt: Fábry Sándor; Keleti Andrea; Falusi Mariann; Náray Tamás. A műsort Ördög Nóra és Stohl András vezette. A válogatás két fordulóból állt, az elődöntőkbe 42, a középdöntőbe pedig 12 versenyző jutott tovább.

## Műsorvezetők
- Ördög Nóra
- Stohl András

## Zsűri
- Fábry Sándor
- Keleti Andrea
- Falusi Mariann
- Náray Tamás

## Nézettség
| Epizód        | Vetítés            | +4           | Arány (%) | 18-49    | Arány (%) | Forrás |
| ------------- | ------------------ | ------------ | --------- | -------- | --------- | ------ |
| 1. elődöntő   | 2007. november 3.  | 1,813 millió | 42,0%     | 788 ezer | 41,8%     | [ 1 ]  |
| 2. elődöntő   | 2007. november 10. | 1,599 millió | 37,6%     | 644 ezer | 35,6%     | [ 2 ]  |
| 3. elődöntő   | 2007. november 17. | 1,559 millió | 36,5%     | 587 ezer | 32,1%     | [ 3 ]  |
| 1. középdöntő | 2007. november 24. | 1,780 millió | 39,5%     | 636 ezer | 34,1%     | [ 4 ]  |
| 2. középdöntő | 2007. december 1.  | 2,027 millió | 44,5%     | 736 ezer | 39,7%     | [ 5 ]  |
| 3. középdöntő | 2007. december 8.  | 1,889 millió | 41,9%     | 669 ezer | 36,5%     | [ 6 ]  |
| 4. középdöntő | 2007. december 15. | 2,132 millió | 46,8%     | 771 ezer | 40,8%     | [ 7 ]  |
| Döntő         | 2007. december 22. | 2,442 millió | 51,7%     | 829 ezer | 42,8%     | [ 8 ]  |